# Quận Haywood, North Carolina
Quận Haywood là một quận nằm ở bang Bắc Carolina. Quận này thuộc vùng đô thị Asheville. Tại thời điểm năm 2000, quận có dân số 54.033, Quận lỵ là Waynesville6.

## Địa lý
Theo Cục điều tra dân số Hoa Kỳ, quận có tổng diện tích 555 dặm Anh vuông (1.436 km²), of which 554 dặm Anh vuông (1.434 km²) are land and 1 square mile (2 km²) (0,17%) là diện tích mặt nước. 

### Các thị trấn
Quận được chia thành 15 thị trấn: Beaverdam, Bethel, Cataloochee, Cecil, Clyde, Crabtree, Cruso, East Fork, Fines Creek, Iron Duff, Ivy Hill, Jonathan Creek, Pigeon, Waynesville, và White Oak.

### Các thành phố & thị xã
- Clyde
- Lake Junaluska
- Maggie Valley
- Waynesville
- West Canton

### Các quận giáp ranh
- Quận Cocke, Tennessee - Bắc
- Quận Madison, Bắc Carolina - Đông bắc
- Quận Buncombe, Bắc Carolina - Đông
- Quận Transylvania, Bắc Carolina - Đông nam
- Quận Jackson, Bắc Carolina - Tây nam
- Quận Swain, Bắc Carolina - Tây
- Quận Sevier, Tennessee - Tây bắc

### Các khu bảo tồn quốc gia
- Blue Ridge Parkway (một phần)
- Vườn quốc gia Great Smoky Mountains (một phần)
- Rừng quốc gia Pisgah (một phần)

## Thông tin nhân khẩu
Theo cuộc điều tra dân số2 tiến hành năm 2000, quận này có dân số 54.033 người, 23.100 hộ, và 16,054 gia đình sinh sống trong quận này. Mật độ dân số là 98 người trên mỗi dặm Anh vuông (38/km²). Đã có 28.640 đơn vị nhà ở với một mật độ bình quân là 52 trên mỗi dặm Anh vuông (20/km²). Cơ cấu chủng tộc của dân cư sinh sống tại quận này gồm 96,85% người da trắng, 1,27% người da đen hoặc người Mỹ gốc Phi, 0,49% người thổ dân châu Mỹ, 0,21% người gốc châu Á, 0,04% người các đảo Thái Bình Dương, 0,44% từ các chủng tộc khác, và 0,71% từ hai hay nhiều chủng tộc. 1,41% dân số là người Hispanic hoặc người Latin thuộc bất cứ chủng tộc nào. 30,8% were of American, 12,9% người Anh, 12,0% Người Đức, 10,4% người Ireland và 8,3% Scots-Irish theo kết quả điều tra dân số năm 2000. 97,1% nói tiếng Anh và 1,9% nói tiếng Tây Ban Nha làm ngôn ngữ thứ nhất.
Có 23,100 hộ trong đó có 26,20% có con cái dưới tuổi 18 sống chung với họ, 56,70% là những cặp kết hôn sinh sống với nhau, 9,50% có một chủ hộ là nữ không có chồng sống cùng, và 30,50% là không gia đình. 26,70% trong tất cả các hộ gồm các cá nhân và 12,30% có người sinh sống một mình và có độ tuổi 65 tuổi hay già hơn. Quy mô trung bình của hộ là 2,30 còn quy mô trung bình của gia đình là 2,76,
Phân bố độ tuổi của cư dân sinh sống trong huyện là 20,80% dưới độ tuổi 18, 6,20% từ 18 đến 24, 26,90% từ 25 đến 44, 27,10% từ 45 đến 64, và 19,00% người có độ tuổi 65 tuổi hay già hơn. Độ tuổi trung bình là 42 tuổi. Cứ mỗi 100 nữ giới thì có 92,00 nam giới. Cứ mỗi 100 nữ giới có độ tuổi 18 và lớn hơn thì, có 88,70 nam giới.
Thu nhập bình quân của một hộ ở quận này là $33.922, và thu nhập bình quân của một gia đình ở quận này là $40.438, Nam giới có thu nhập bình quân $30.731 so với mức thu nhập $21.750 đối với nữ giới. Thu nhập bình quân đầu người của quận là $18.554, Khoảng 8,10% gia đình và 11,50% dân số sống dưới ngưỡng nghèo, bao gồm 17,40% những người có độ tuổi 18 và 10,30% là những người 65 tuổi hoặc già hơn.